# Raoul Bortoletto
Raoul Bortoletto (Treviso, 1925. május 9. – Treviso, 2003. január 4.) olasz labdarúgó-középpályás.

## Pályafutás

### Klubcsapatokban
Hét idényben játszott (162 mérkőzés, 10 gól) a Serie A-ban: a Fiorentina, a  Lucchese és az AS Roma csapataiban.

### A válogatottban
Egyetlen mérkőzését az olasz válogatottban 1953. május 17-én játszotta  Magyarország ellen.

## Statisztika

### Mérkőzése az olasz válogatottban
| Olaszország | Olaszország     | Olaszország            | Olaszország | Olaszország | Olaszország  | Olaszország | Olaszország | Olaszország |
| #           | Dátum           | Helyszín               | Hazai       | Eredmény    | Vendég       | Kiírás      | Gólok       | Esemény     |
| ----------- | --------------- | ---------------------- | ----------- | ----------- | ------------ | ----------- | ----------- | ----------- |
| 1.          | 1953. május 17. | Róma, Olimpiai Stadion | Olaszország | 0 – 3       | Magyarország | Európa-kupa | -           |             |
|             | Összesen        |                        |             | 1           | mérkőzés     |             | 0           | gól         |